# Động vật hai bộ răng
Diphyodont - động vật hai bộ răng là bất kỳ động vật nào có hai bộ răng liên tiếp, ban đầu là bộ "răng sữa" và liên tiếp là bộ "vĩnh viễn ". Hầu hết các động vật có vú đều là động vật hai bộ răng vì muốn nhai thức ăn, chúng cần một bộ răng chắc khỏe, bền và đầy đủ.
Động vật hai bộ răng tương phản với động vật đa bộ răng, có răng liên tục được thay thế. Động vật hai bộ răng cũng khác với động vật một bộ răng là những động vật chỉ có một bộ răng không thay đổi trong một thời gian dài phát triển.
Trong động vật hai bộ răng, số lượng răng được thay thế khác nhau tùy theo loài. Ở người, một bộ hai mươi răng sơ khởi, hay "răng sữa", được thay thế bằng một bộ ba mươi hai răng trưởng thành hoàn toàn mới. Trong một số trường hợp thiếu răng bẩm sinh hoặc thừa răng xảy ra sau này trong loạn phát xương đòn sọ và hội chứng Gardner. Trong thỏ rừng, răng cửa trước không được thay thế nhưng răng cửa nhỏ hơn sau được thay thế.
Không có nhiều thông tin về các cơ chế phát triển điều chỉnh thay thế động vật hai bộ răng. Chuột chù nhà, Suncus murinus và heo đẹt của Trung Quốc  hiện đang được sử dụng để nghiên cứu sự thay thế lưỡng cực của răng rụng lá bằng cách thay thế và bổ sung răng vĩnh viễn.
Lợn biển, voi và kanguru khác với hầu hết các động vật có vú khác vì chúng là động vật đa bộ răng.